# Maison-Dieu de Givry
La maison-Dieu de Givry est une maison située sur le territoire de la commune de Givry dans le département français de Saône-et-Loire et la région Bourgogne-Franche-Comté.

## Historique
Elle fait l'objet d'un classement au titre des monuments historiques depuis le 2 mai 1921.